# Asyneuma pulchellum
Asyneuma pulchellum är en klockväxtart som först beskrevs av Fisch. och Carl Anton von Meyer, och fick sitt nu gällande namn av Joseph Friedrich Nicolaus Bornmüller. Asyneuma pulchellum ingår i släktet Asyneuma och familjen klockväxter. Inga underarter finns listade i Catalogue of Life.